# Carduiceps cingulatus
Carduiceps cingulatus är en insektsart som först beskrevs av Henry Denny 1842.  Carduiceps cingulatus ingår i släktet tigerlöss, och familjen fjäderlöss. Arten är reproducerande i Sverige. Inga underarter finns listade i Catalogue of Life.